# ریکو فریرموت
ریکو فریرموت (انگلیسی: Rico Freiermuth؛ زادهٔ ۱ ژانویهٔ ۱۹۵۸) ورزشکار بابسلد اهل سوئیس است.
وی در مسابقات کشوری و بین‌المللی در مجموع برندهٔ ۱ مدال طلا، ۲ مدال برنز شده‌است.